# Leïla Baalbaki
Pour les articles homonymes, voir Baalbaki.
 (mars 2014).
Si vous disposez d'ouvrages ou d'articles de référence ou si vous connaissez des sites web de qualité traitant du thème abordé ici, merci de compléter l'article en donnant les références utiles à sa vérifiabilité et en les liant à la section « Notes et références ».
Leïla Baalbaki (ou Laylā Baʻlabakī, née en 1934 et morte le 21 octobre 2023) est une romancière libanaise, notamment connue pour son roman  Ana Ahya, traduit en français sous le titre Je vis.

## Biographie
Née en 1934, Laïla Baalbaki (aussi transcrit comme Leïla, Layla ou Leyla) est issue d'une famille chiite traditionaliste, du sud du Liban. Après l'obtention de son Baccalauréat, elle intègre l'université Saint Joseph, un cursus abandonné par l'écrivaine dès son début. Elle travaille ensuite comme secrétaire au sein du Parlement libanais et publie en 1958, en langue arabe, un roman intitulé 'Ana 'ahyâ!, (Je vis !). Il sera suivi d'un essai à l'intention de la jeunesse, intitulé Nous, nous sommes sans masque. En 1959, avec l'aide de son chef de service, qui lui obtient une bourse d'études de la part du gouvernement français, elle fait traduire son roman en langue française par Michel Barbot, publié aux éditions du Seuil. De retour au Liban un an après, elle publie un roman intitulé les Dieux défigurés (1962), puis en 1965 un recueil de nouvelles inspirées de son séjour en France, intitulé Le vaisseau de Hanan à la lune. Cet ouvrage coïncide avec son retour de Paris où les bouillonnements des manifestations des étudiants atteignent leur sommet.

## Œuvres
Son roman Je vis ['ana 'ahyâ أنا أحيا  ] a été considéré comme un cri de femme révoltée contre le pouvoir suprême, représenté par l'autorité parentale dans la société, manifestant une « soif de considération et d'émancipation ». Il s'agit d'un "des tout premiers cris féministes lancés dans la littérature arabe". Son deuxième roman (Les Dieux monstres) الآلهة الممسوخة) est dirigé contre le pouvoir au nom de la religion. Mais c'est son recueil de nouvelles qui lui valut la censure et la conduisit devant le tribunal des imprimés, pour certains passages jugés érotiques (recréer les scènes par l'imagination) et incitant les jeunes à la révolte contre l'autorité parentale. Toutefois, Baalbaki fut finalement innocentée.
- Je vis!, traduit de l'arabe par Michel Barbot, Paris, Seuil, 1961
- Les Dieux monstres (الإلهة الممسوخة) (1960)
- Le vaisseau de Hanan vers la Lune (سفينة حنان إلى القمر) (1966)